# التوجيه المسبق للرعاية الصحية

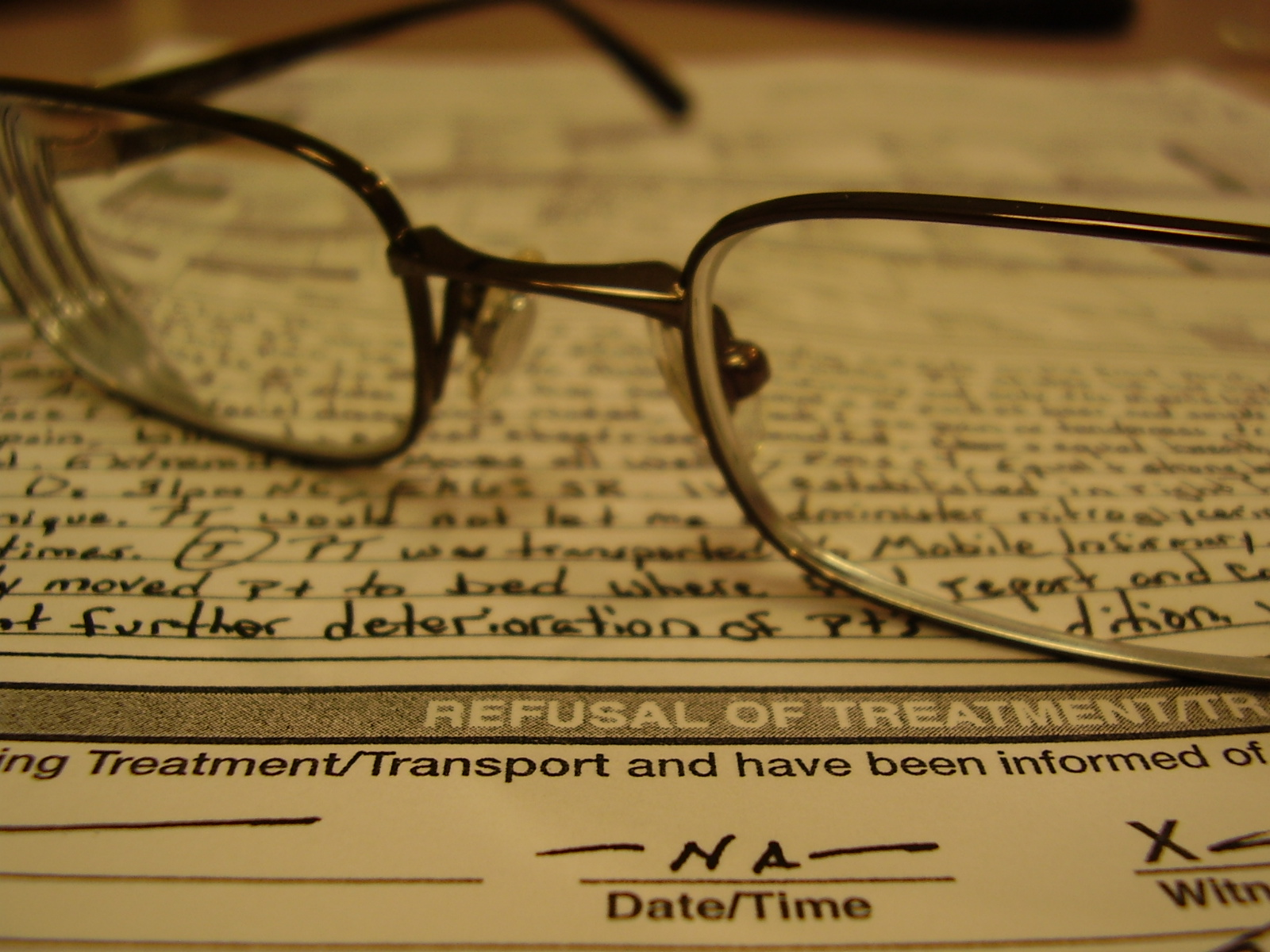
نموذج "رفض العلاج" من إحدى خدمات الإسعاف

التوجيه المسبق للرعاية الصحية، المعروف أيضًا باسم الوصية الحية، أو التوجيه الشخصي، أو التوجيه المسبق، أو التوجيه الطبي أو القرار المسبق، هو مستند قانوني يحدد فيه الشخص الإجراءات الصحية التي يجب اتخاذها في حال لم يعد قادرًا على اتخاذ قرارات عن نفسه بسبب المرض أو العجز. يوجد قانون خاص به في الولايات المتحدة، بينما لا يستند على قانون منفصل في بعض البلدان الأخرى.
الوصية الحية هي شكل من أشكال التوجيه المسبق، التي تؤخذ فيها تعليمات العلاج بحسب الوصية. يوجد شكل آخر لها، هو نوع معين من التوكيل أو وكيل الرعاية الصحية، إذ يفوض المريض شخصًا ما (وكيل) لاتخاذ القرارات نيابة عنه عندما يكون عاجزًا. غالبًا ما يُشجع الأشخاص على إكمال كلتا الوثيقتين لتقديم إرشادات شاملة بشأن رعايتهم، على الرغم من أنه يمكن دمجها في نموذج واحد. يشكل نموذج الأمنيات الخمسة Five Wishes مثال على التوجيه المسبق في الولايات المتحدة. مصطلح الوصية الحية هو أيضًا اللغة العامية المعترف بها في العديد من البلدان، وخاصة المملكة المتحدة.

## خلفية
ظهرت فكرة التوجيه المسبق استجابة لتطور وانتشار التكنولوجيا الطبية المتزايدة. لقد وثقت العديد من الدراسات أوجه قصور خطيرة في الرعاية الطبية للمرضى على فراش الموت. لوحظ أنها طويلة بدون داع، ومؤلمة، ومكلفة، ومرهقة عاطفيًا لكل من المرضى وعائلاتهم.

## الوصية الحية
تعتبر الوصية الحية أقدم شكل من أشكال التوجيه المسبق. اقترحت لأول مرة من قبل محامي إلينوي، لويس كوتنر، في خطاب ألقاه أمام جمعية القتل الرحيم الأمريكية في عام 1967، ونشر في مجلة قانونية في عام 1969. استمد كوتنر من قانون العقارات الحالي، والذي بموجبه يمكن للفرد الموكَل التحكم في شؤون الملكية بعد الوفاة (أي عندما لا يكون متاحًا للتحدث عن نفسه أو نفسها) وابتكر طريقة للفرد للتعبير عن رغباته في الرعاية الصحية عندما لن يعود قادرًا على ذلك. نظرًا لاستخدام هذا الشكل من «الوصية» أثناء بقاء الفرد على قيد الحياة (ولكنه غير قادر على اتخاذ القرارات)، وأطلق عليه اسم «الوصية الحية». في الولايات المتحدة، دخل قانون تقرير المصير للمريض (PSDA) حيز التنفيذ في ديسمبر 1991، وطالب مقدمي الرعاية الصحية (المستشفيات ودور رعاية المسنين ووكالات الصحة المنزلية بشكل أساسي) بإعطاء المرضى معلومات حول حقوقهم في إصدار توجيهات مسبقة بموجب دولة القانون.
توفر الوصايا الحية عادة توجيهات محددة حول مسار العلاج الذي يتعين على مقدمي الرعاية الصحية اتباعها. في بعض الحالات، قد تمنع الوصية الحية استخدام أنواع مختلفة من العلاج الطبي المرهق. يمكن استخدامها أيضًا للتعبير عن الرغبات بشأن استخدام أو التنازل عن الطعام والماء في حال توفره عبر أنابيب أو أجهزة طبية أخرى. يبدأ استخدام الوصية الحية فقط في حال كان الفرد غير قادر على إعطاء الموافقة المستنيرة أو الرفض بسبب العجز. قد تكون الوصية الحية محددة جدًا أو عامة جدًا. من الأمثلة على عبارة توضع أحيانًا في الوصية الحية: «إذا كنت أعاني من مرض أو إصابة أو حالة غير قابلة للشفاء منها، وقرر الطبيب المعالج أن حالتي نهائية، فأنا أوعز بإيقاف وحجب إجراءات الحفاظ على الحياة التي لن تفيد إلا في إطالة أمد موتي».
قد تتضمن الوصايا الحية الأكثر تحديدًا معلومات تتعلق برغبة الفرد في الحصول على خدمات مثل المسكنات (تسكين الآلام)، والمضادات الحيوية، والترطيب، والتغذية، واستخدام أجهزة التنفس الصناعي أو الإنعاش القلبي الرئوي. ومع ذلك، فقد أظهرت الدراسات أيضًا أن البالغين أكثر ميلًا لإكمال هذه المستندات إذا كانت مكتوبة بلغة الحياة اليومية وأقل تركيزًا على العلاجات التقنية.
ومع ذلك، بحلول أواخر الثمانينيات من القرن الماضي، أدركت مجموعات المناصرة العامة وجود نسبة كبيرة من الأشخاص غير مدركين للتوجيه المسبق، وأن عددًا قليلًا من الذين يدركون وجوده أتموا إجراءاته بالفعل. جزئيًا، كان يُنظر إلى هذا على أنه فشل لمقدمي الرعاية الصحية والمنظمات الطبية في تعزيز ودعم استخدام هذه الوثائق. كان رد الجمهور هو الضغط للحصول على مزيد من الدعم التشريعي. كانت أحدث نتيجة هي قانون تقرير المصير للمريض لعام 1990، والذي حاول معالجة مشكلة الوعي هذه من خلال مطالبة مؤسسات الرعاية الصحية بتعزيز ودعم استخدام التوجيهات المسبقة بشكل أفضل.
حظيت الوصايا الحية بشعبية كبيرة، وبحلول عام 2007، أكمل 41% من الأمريكيين وصاياهم. استجابةً للاحتياجات العامة، سرعان ما أقرت الهيئات التشريعية في الولاية قوانين تدعم الوصايا الحية في كل ولاية تقريبًا.
ومع ذلك، عندما بدأ التعرف على الوصايا الحية بشكل أفضل، بدأت أوجه القصور الرئيسية بالظهور. تميل معظم الوصايا الحية إلى أن تكون محدودة النطاق، وغالبًا ما تفشل في معالجة المشكلات والاحتياجات الحالية بشكل كامل. علاوة على ذلك، كتب العديد من الأفراد رغباتهم بطرق قد تتعارض مع الممارسات الطبية الجيدة. في النهاية، كانت الوصايا الحية وحدها غير كافية لمعالجة العديد من قرارات الرعاية الصحية الهامة. وأدى ذلك إلى تطوير ما أسماه البعض «الجيل الثاني» للتوجيهات المسبقة (تعيين وكيل الرعاية الصحية أو التوكيل الطبي).
يأخذ الشخص قرار الوصية الحية أيضًا في فترة معينة من حياته، وبالتالي قد يحتاج إلى تحديث منتظم لها لضمان اختيار المسار الصحيح الذي يريده.

## وكيل الرعاية الصحية
توجد قوانين التوكيل الرسمي في الولايات المتحدة منذ أيام «القانون العام» (أي القوانين التي جاءت من إنجلترا إلى الولايات المتحدة خلال الفترة الاستعمارية). سمحت هذه التوكيلات المبكرة للفرد بتسمية شخص ما للعمل بدلًا منه. بناءً على هذه القوانين، ظهرت مستندات «التوكيلات الدائمة للرعاية الصحية» و«تعيين وكيل الرعاية الصحية» وتدوينها في القانون، مما سمح للفرد بتعيين شخص ما لاتخاذ قرارات الرعاية الصحية نيابة عنه في حال عدم قدرته على اتخاذ القرار بنفسه. عادة ما يستفيد الناس من وجود توكيل رسمي دائم ووكيل رعاية صحية.
تعين وثيقة توكيل الرعاية الصحية الشخص أو الوكيل الذي سيتخذ القرارات الصحية نيابة عن الشخص المانح في حالة العجز. يتمتع وكيل الرعاية الصحية بنفس الحقوق في طلب أو رفض العلاجات التي كان سيحصل عليها الفرد في حال كان ما يزال قادرًا على اتخاذ قرارات الرعاية الصحية والإبلاغ عنها. الممثل المعين مخول لاتخاذ قرارات في الوقت الفعلي في الظروف الفعلية، على عكس القرارات المسبقة المؤطرة في مواقف افتراضية. قُبلت فكرة وكيل الرعاية الصحية بسرعة داخل الولايات المتحدة وسرعان ما بدأت التشريعات التي تسمح وتنظم وجودها في معظم الولايات.
تتمثل إحدى مشكلات وكيل الرعاية الصحية التقليدي في أنه قد لا يكون من الممكن للوكيل المعين تحديد خيارات الرعاية التي كان يمكن للفرد اتخاذها إذا كان لا يزال قادرًا، فقد تكون وكالة الرعاية الصحية غامضة للغاية ولا يمكن تفسيرها بشكل هادف. قارنت دراسة قرارات أقرب الأقارب نيابة عن القريب العاجز، (الذي تعافى لاحقًا)، ووجدت أن هؤلاء البدائل اختاروا بشكل صحيح 68% من الوقت بشكل عام.